# Niní
Niní es una telenovela infantil argentina protagonizada por Florencia Bertotti y Federico Amador, escrita por Gabriela Fiore y Jorge Chernov, y creada y producida por su protagonista, Florencia Bertotti junto a su exmarido, el conductor Guido Kaczka, en conjunto con Grupo Telefe y Endemol. Contó con la participación antagónica de Paula Morales, Esteban Meloni y coprotagonizada por la actriz Maida Andrenacci. 
En su debut midió 19.1 puntos de rating, según la medidora argentina (IBOPE), sacándole 12 puntos a la competencia, Enseñame a vivir, El Trece. Niní le permitió al canal liderar la franja de la tarde y sacar una buena diferencia para ganar el día.
Se emitió desde el 7 de septiembre de 2009, de lunes a jueves por Telefe en el horario de las 18.

## Argumento
“Niní” cuenta la historia de Nina Gómez (Florencia Bertotti), una joven inocente, algo distraída, espontánea y con un gran corazón, huérfana que vive sola con su abuelo Héctor Gómez, el jardinero de la embajada de Santa Juliana. Desde pequeña, la embajada ha sido el único hogar para Niní.
La vida de nuestra protagonista se altera con la llegada del nuevo embajador julianense, Tomás Parker (Federico Amador), un hombre ordenado y distante. Parker llega a la mansión acompañado por su ambiciosa secretaria Celina Martínez (Paula Morales) y sus cuatro hijos adoptivos (Martín, Chow, Chama y Sicilia), que por haber nacido en distintos países, forman una familia heterogénea y muy particular.
Niní, que rápidamente se encariña con los chicos, deberá sortear varios obstáculos para poder permanecer en la embajada junto a ellos. Luego de una cadena de sucesos termina por disfrazarse de hombre, convirtiéndose en Nicolás Zampanó, el nuevo chofer del embajador. 
De aquí en más comienza a desarrollarse una deliciosa trama en donde Nini, con su sencillez y su brillo, llegará al corazón de los Parker, transmitiéndoles valores que ni el poder ni el dinero pueden conseguir: libertad, amor y un sentido del humor fuera de lo común. Pero las cosas se complicarán con la presencia de Nicolás Zampanó y la doble de Niní, las artimañas de Celina, entre otro sucesos. Mientras avanza la historia, Niní y Tomás empezarán a sentir cosas el uno por el otro; pero por el camino del amor ellos pasarán por muchos obstáculos.

## Elenco
| Actor/actriz        | Personaje                         | Rol                    |
| ------------------- | --------------------------------- | ---------------------- |
| Florencia Bertotti  | Nina "Niní" Gómez/Nicolás Zampanó | Protagonista           |
| Federico Amador     | Tomás Parker                      | Protagonista           |
| Paula Morales       | Celina Martínez Paz               | Antagonista principal  |
| Juan Manuel Guilera | Martín Parker                     | Principal              |
| Melanie Chong       | Chow Parker                       | Principal              |
| Sheyner Días        | Chama Chan Parker                 | Principal              |
| Iara Muñoz          | Sicilia Parker                    | Principal              |
| Esteban Meloni      | Víctor Martínez Paz               | Antagonista secundario |
| Pablo Napoli        | Héctor Gómez                      | Principal              |
| Sebastián Mogordoy  | Ángel Espósito                    | Principal              |
| Héctor Díaz         | Horacio Raymundi                  | Principal              |
| Giselle Bonaffino   | Lola Benítez                      | Principal              |
| Paula Sartor        | Sofía Anzoátegui                  | Principal              |
| Maida Andrenacci    | Victoria Acuña                    | Principal              |
| Diego Gentile       | Sebastián Gallardo                | Principal              |
| Esteban Masturini   | Juan Espósito                     | Principal              |
| Juan Pablo Urrego   | Tony                              | Principal              |
| Néstor Zacco        | Máximo Parker                     | Principal              |
| Vanesa Butera       | Carmen                            | Principal              |
| Paula Chaves        | Violeta Barranco                  | Recurrente             |
| Brenda Gandini      | Jazmín Barranco                   | Recurrente             |
| Adriana Ferrer      | Adelfa                            | Recurrente             |
| Marta Paccamicci    | Lupe                              | Recurrente             |

##### Participaciones
- Mario Moscoso como George Mc Gruster.
- Valentín Villafañe como Abel López.
- Emilio Bardi como Juan Alberto.
- Sofía Zámolo como Tamara.
- César Bordón como Abdel.
- Leonardo Saggese como Alejandro.
- Irene Goldszer como Lorena.
- Ernesto Claudio como Dt. Bartoli
- Antonia Bengoechea como Zoe Anzoátegui.
- Fernando Sureda como Diego de la Fuente.
- Natalia Jascalevich como Thais.
- Victoria Tortora como Carla.

## Banda sonora
El 16 de noviembre de 2009 salió a la venta la banda sonora de la telenovela, compuesta y producida por Florencia Ciarlo, Willie Lorenzo y Florencia Bertotti. El CD titulado ''Niní: Arriba las Ilusiones'', incluía material multimedia para computadoras (2 videoclips de canciones) + un póster de regalo. Todas las canciones fueron interpretadas por Bertotti, más parte del elenco. 

### Lista de canciones
| #  | Nombre                         | Intérpretes | Escritor                             | Duración |
| -- | ------------------------------ | --- | ------------------------------------ | -------- |
| 1  | Arriba Las ilusiones           | Florencia Bertotti | Flora Ciarlo-Florencia Bertotti      | 2:51     |
| 2  | No te importa                  | Florencia Bertotti | Flora Ciarlo-Florencia Bertotti      | 3:34     |
| 3  | Eso no se hace                 | Florencia Bertotti | Flora Ciarlo-Florencia Bertotti      | 2:42     |
| 4  | Reírse es gratis               | Florencia Bertotti | Flora Ciarlo-Florencia Bertotti      | 3:30     |
| 5  | Mamás del alma                 | Florencia Bertotti | Florencia Bertotti                   | 4:30     |
| 6  | No creo que pueda              | Florencia Bertotti | Florencia Bertotti                   | 3:38     |
| 7  | Arriésgate                     | Florencia Bertotti | Flora Ciarlo-Florencia Bertotti      | 2:55     |
| 8  | Mi enemigo conmigo             | Florencia Bertotti | Flora Ciarlo-Florencia Bertotti      | 2:20     |
| 9  | ¡Que sensación!                | Florencia Bertotti | Florencia Bertotti, Eduardo Frigerio | 4:02     |
| 10 | Te amo más                     | Florencia Bertotti, Federico Amador | Florencia Bertotti                   | 3:34     |
| 11 | 4,3,2,1                        | Florencia Bertotti | Flora-Florencia Bertotti             | 2:36     |
| 12 | Que sabes de mí                | Florencia Bertotti, Juan Manuel Guilera, Giselle Bonaffino, Paula Sartor, Esteban Masturini, Melanie Chong, Sheyner Cristian Días Gómes, Iara Muñoz | Florencia Bertotti                   | 3:51     |
| 13 | Mi Romeo                       | Florencia Bertotti | Flora Ciarlo-Florencia Bertotti      | 2:34     |
| 14 | Videoclip · No te importa      | Florencia Bertotti | Flora Ciarlo-Florencia Bertotti      | 3:34     |
| 15 | Videoclip · Mi enemigo conmigo | Florencia Bertotti | Florencia Bertotti                   | 2:20     |

### Recepción comercial
A pocas semanas de su lanzamiento el CD ya estaba liderando las ventas en tiendas de música y supermercados. Consiguió ser disco de oro en Argentina tras superar las 20,000 unidades vendidas.
| País      | Organismo certificador | Certificación | Ventas |
| --------- | ---------------------- | ------------- | ------ |
| Argentina | Monitor Latino         | Oro           | 20 000 |

## Videoclips
| Año        | Título               | Álbum                  | Intérprete |
| ---------- | -------------------- | ---------------------- | --- |
| 2009- 2010 | Arriba las ilusiones | "Arriba las ilusiones" | Florencia Bertotti |
| 2009- 2010 | No te importa        | "Arriba las ilusiones" | Florencia Bertotti |
| 2009- 2010 | Eso no se hace       | "Arriba las ilusiones" | Florencia Bertotti |
| 2009- 2010 | Mi enemigo conmigo   | "Arriba las ilusiones" | Florencia Bertotti |
| 2009- 2010 | Que sabes de mí      | "Arriba las ilusiones" | Florencia Bertotti, Giselle Bonaffino, Paula Sartor, Melanie Chong, Juan Manuel Guilera, Esteban Masturini, Sheyner Cristian Díaz Gómez y Iara Muñoz |

## DVD
En junio del 2010, sale a la venta el DVD: Niní "La búsqueda", un espectáculo lleno de color, alegría, con todas las canciones de la tira diaria pero con toda la adrenalina de un show en vivo. Te va a emocionar y a hacer reír como nunca.
El DVD incluye:
- Uno de los shows del Gran Rex
- El Backstage del Teatro Gran Rex
- Material extra IMPERDIBLE

## Premios y nominaciones
| 2010 | Premios Martín Fierro | Mejor programa infantil / juvenil              | Niní | Nominado |
| 2010 | Premios Carlos Gardel | Mejor álbum banda de sonido de cine/televisión | Niní | Nominado |

## Teatro
Niní fue llevada al teatro, en un show que se llamó "Nini: "La búsqueda". Todos los personajes estuvieron en el escenario bailando las canciones del programa. La primera presentación del espectáculo tuvo lugar el 24 de enero de 2010 en el Polideportivo de Mar del Plata.A pocos días se conocieron las cifras oficiales de Mar del Plata y Carlos Paz, y la sorpresa fue "Niní" que con solo una función se ubicó entre los 5 espectáculos más vistos de la última semana.
La segunda presentación del espectáculo tuvo lugar el 27 de febrero de 2010 en el Orfeo superdomo de Córdoba. Más de 5.500 personas colmaron el estadio Orfeo para difrutar la obra, que se presentó con gran éxito en la capital cordobesa.
EL 18 de abril "Niní: "La Búsqueda" finalizó su temporada en el Teatro Gran Rex de la ciudad de Buenos Aires, donde fue visto por más de 35.000 personas que bailaron y cantaron.
En noviembre del 2010 Florencia presentó Niní en Italia con gran afluencia de público (era la primera vez que estaba en el país).